# James A. Garfield
James Abram Garfield (19 tháng 11 năm 1831 – 19 tháng 9 năm 1881) là vị Tổng thống thứ 20 của Hoa Kỳ tại nhiệm từ ngày 4 tháng 3 năm 1881 cho đến khi ông bị ám sát sáu tháng rưỡi sau đó. Garfield là người đầu tiên được bầu làm Tổng thống khi vẫn còn đang làm việc tại Hạ viện Hoa Kỳ và cho đến ngày nay, ông là vẫn thành viên duy nhất của Hạ viện giành được Nhà Trắng khi vẫn còn là dân biểu.
Garfield bắt đầu sự nghiệp chính trị của mình vào năm 1857 với tư cách đảng viên Đảng Cộng hòa. Ông từng làm việc tại Thượng viện tiểu bang Ohio từ năm 1859 tới đến năm 1861. Ông phản đối việc ly khai của Liên minh miền Nam Hoa Kỳ và từng giữ chức thiếu tướng quân đội Liên bang miền Bắc trong thời Nội chiến. Trong quân đội, ông tham chiến tại những trận như Middle Creek, Shiloh, hay Chickamauga. Ông được làm việc tại Quốc hội lần đầu vào năm 1862 với tư cách là dân biểu Hoa Kỳ đại diện khu vực Quốc hội thứ 19 của Ohio. Trong suốt thời gian dài phục vụ trong Quốc hội sau cuộc Nội chiến, ông kiên quyết ủng hộ hệ thống kim bản vị và có được sự nổi tiếng nhờ tài hùng biện xuất chúng của mình. Ban đầu, Garfield ủng hộ các đảng viên Cộng hòa Cấp tiến trong các vấn đề liên quan đến việc Tái thiết, nhưng sau này lại đi theo cách hạn chế thực thi quyền công dân cho những người nô lệ tự do.
Tại Đại hội quốc của Đảng Cộng hòa năm 1880, các đại biểu đã chọn Garfield - một người hoàn toàn không có ham muốn vào Nhà Trắng - như một sự thỏa hiệp để làm ứng viên Tổng thống trong lá phiếu thứ 36. Trong cuộc bầu cử Tổng thống năm đó, ông khiêm tốn chọn cách thi hành chiến dịch trước sân nhà (tiếng Anh: front porch campaign) - các chính trị gia sẽ phát biểu trước những người ủng hộ họ ngay tại nhà hoặc một nơi nào đó gần nơi họ ở và không phải đi vận động khắp nơi trên toàn quốc - để kêu gọi mọi người bầu cho ông. Cuối cùng, ông đã đánh bại ứng cử viên Đảng Dân chủ Winfield Scott Hancock trong gang tấc. Trong nhiệm kỳ của mình, Garfield đã đạt những thành tựu như giúp chính quyền Tổng thống vực dậy chống lại truyền thống giúp đỡ giữa các Thượng nghị sĩ (tiếng Anh: senatorial courtesy) trong các vụ bổ nhiệm của nhánh hành pháp, thanh trừng tham nhũng trong hệ thống Bưu điện, và bổ nhiệm thẩm phán cho Tòa án Tối cao Hoa Kỳ. Chi tiết hơn, ông đã gia tăng quyền lực của Tổng thống bằng cách thách thức một Thượng Nghị sĩ quyền lực trong Quốc hội đến từ New York mang tên Roscoe Conkling. Garfield đã chọn William H. Robertson - một người cũng đến từ New York như Roscoe Conkling - để đảm nhiệm một vị trí béo bở là Cục trưởng Hải quan Cảng New York. Điều này đã gây ra một sự cãi vả trong chính phủ lúc bấy giờ, và kết quả sau cùng là Robertson được phê chuẩn còn Conkling phải xin từ chức Thượng Nghị sĩ. Ông là một người ủng hộ việc ứng dụng công nghệ trong nông nghiệp, gia tăng dân trí, và trao quyền công dân cho những người Mỹ gốc Phi. Đồng thời, trong nhiệm kỳ của mình, ông cũng đề xuất nhiều cải cách công vụ. Những cải cách này sau đó đã được Quốc hội thông qua và ký ban hành luật bởi người kế nhiệm ông Chester A. Arthur với tên gọi chính thức là Đạo luật Cải cách Công vụ Pendleton.
Vào ngày 2 tháng 7 năm 1881, Garfield bị bắn tại Ga tàu Baltimore và Potomac ở Washington D.C. Vết thương không gây tử vong ngay lập tức. Tuy nhiên, ông qua đời vào ngày 19 tháng 9 trong cùng năm đó vì các bác sĩ đã khiến vết thương của ông bị nhiễm trùng trong quá trình điều trị. Hung thủ ám sát ông được xác nhận là Charles J. Guiteau - một người bị bệnh ảo tưởng nhưng tuyệt vọng sau khi bị từ chối làm việc tại các cơ quan nhà nước. Guiteau sau đó bị xử tử vào tháng 6 năm 1882 với tội danh ám sát Tổng thống.

## Tuổi thơ và cuộc sống đầu đời

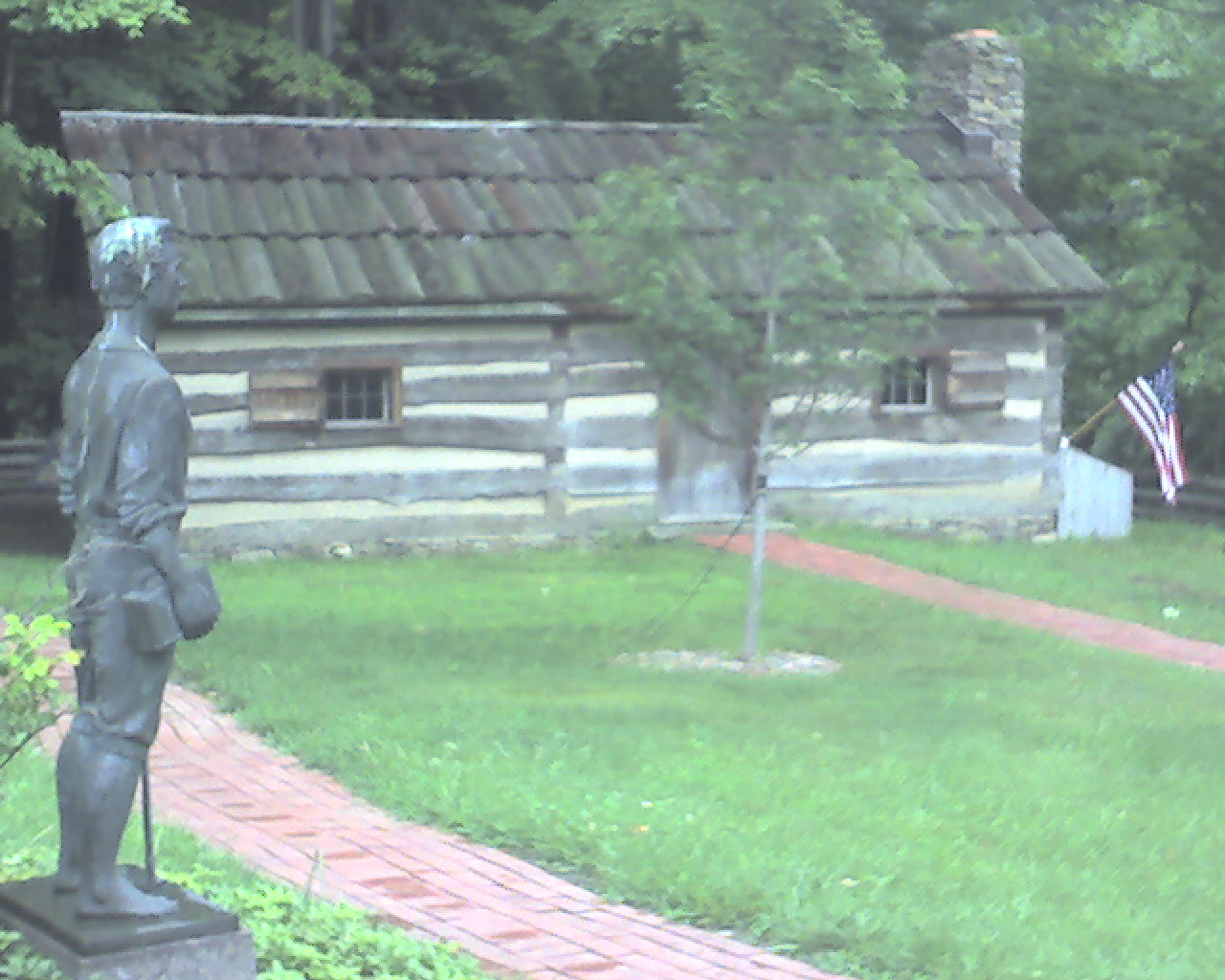
Bản sao của cabin gỗ ở Moreland Hills, Ohio, nơi Garfield sinh ra

James Abram Garfield sinh ra là con út trong gia đình có 5 người con vào ngày 19 tháng 11 năm 1831, trong một căn nhà gỗ ở Orange Township, nay là Moreland Hills, Ohio. Tổ tiên của Garfield là Edward Garfield đã di cư từ Hillmorton, Warwickshire, Anh, đến Massachusetts vào khoảng năm 1630. Cha của James là Abram sinh ra ở  Worcester, New York, và đến Ohio để tán tỉnh người yêu thời thơ ấu của mình, Mehitabel Ballou, chỉ để biết rằng cô ấy đã kết hôn. Thay vào đó, anh kết hôn với em gái cô là Eliza, người sinh ra ở New Hampshire. James được đặt theo tên con trai trước đó của Eliza và Abram đã chết khi còn nhỏ.
Đầu năm 1833, Abram và Eliza Garfield gia nhập Church of Christ, một quyết định đã ảnh hưởng đến cuộc đời con trai út của họ. Abram qua đời sau đó năm, và James lớn lên trong hoàn cảnh nghèo khó trong một gia đình do người mẹ kiên cường của anh dẫn dắt. Anh là đứa con yêu thích của cô và hai người vẫn thân thiết cho đến cuối đời . Eliza tái hôn vào năm 1842, nhưng nhanh chóng rời bỏ người chồng thứ hai, Warren (hoặc Alfred) Belden, và một cuộc ly hôn đầy tai tiếng đã được giải quyết vào năm 1850. James đứng về phía mẹ mình trong vấn đề này và ghi lại cái chết năm 1880 của Belden với sự hài lòng trong nhật ký của ông. Garfield cũng thích những câu chuyện của mẹ ông về tổ tiên của ông, đặc biệt là những câu chuyện về xứ Wales vĩ đại của ông- ông cố và tổ tiên từng là hiệp sĩ của Lâu đài Caerphilly.

## Nội chiến

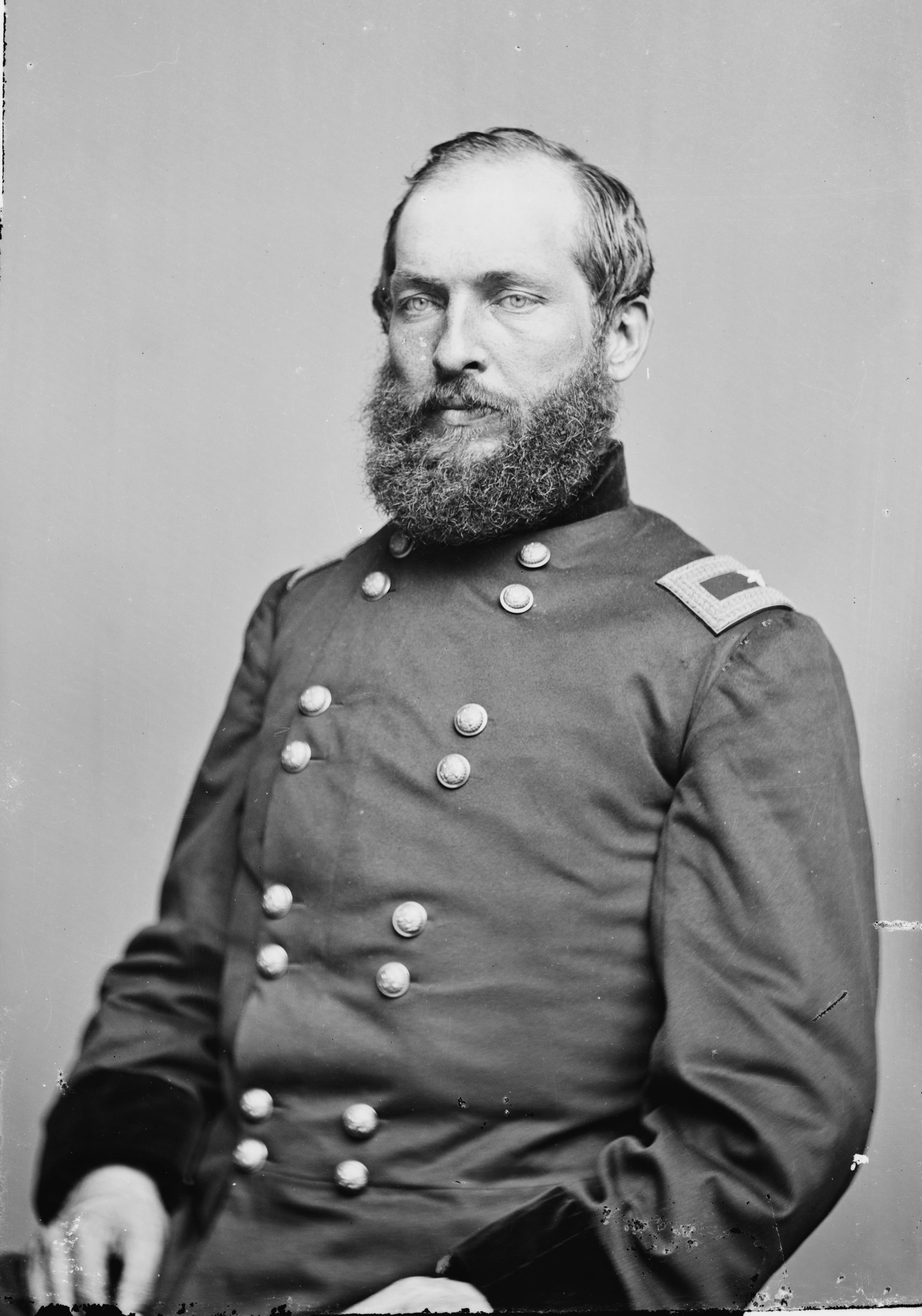
Thiếu tướng Garfield trong Nội chiến

Sau cuộc bầu cử tổng thống của Abraham Lincoln, một số bang miền Nam đã tuyên bố ly khai khỏi Liên minh để thành lập một chính phủ mới, Liên minh miền Nam Hoa Kỳ. Garfield đọc các văn bản quân sự trong khi hồi hộp chờ đợi nỗ lực chiến tranh, mà ông coi như một cuộc thập tự chinh thần thánh chống lại Sức mạnh nô lệ. Vào tháng 4 năm 1861, quân nổi dậy bắn phá Pháo đài Sumter, một trong những tiền đồn liên bang cuối cùng của miền Nam, bắt đầu Nội chiến. Mặc dù không được huấn luyện quân sự nhưng Garfield biết vị trí của mình là trong Quân đội Liên minh.
Theo yêu cầu của Thống đốc William Dennison, Garfield đã trì hoãn tham vọng quân sự của mình để tiếp tục làm việc trong cơ quan lập pháp, nơi ông giúp phân bổ quỹ để gây quỹ và trang bị cho các trung đoàn tình nguyện của Ohio. Khi cơ quan lập pháp hoãn lại, Garfield đã dành cả mùa xuân và đầu mùa hè để thực hiện chuyến tham quan diễn thuyết ở phía đông bắc Ohio, khuyến khích việc nhập ngũ vào các trung đoàn mới. Sau chuyến đi đến Illinois để mua súng hỏa mai, Garfield quay trở lại Ohio và vào tháng 8 năm 1861, nhận được quân hàm đại tá trong trung đoàn Bộ binh Ohio thứ 42. Ohio thứ 42 chỉ tồn tại trên giấy tờ, vì vậy nhiệm vụ đầu tiên của Garfield là xếp vào hàng ngũ của nó. Anh ấy đã làm rất nhanh chóng, chiêu mộ được nhiều hàng xóm và học sinh cũ của mình. Trung đoàn đã đi đến Camp Chase, bên ngoài Columbus, Ohio, để hoàn thành khóa huấn luyện. Vào tháng 12, Garfield được lệnh đưa chiếc thứ 42 đến Kentucky, nơi họ gia nhập Quân đội Ohio dưới quyền Chuẩn tướng Don Carlos Buell.

## Nhiệm kỳ Tổng thống

Tổng thống Garfield trong buổi lễ nhậm chức, vào ngày 4 tháng 3 năm 1881

Bản khắc của Garfield, do Cục Khắc và In ấn sản xuất vào khoảng năm 1902 như một phần trong album giới thiệu của 26 tổng thống đầu tiên

Trước khi trở thành tổng thống, Garfield là thiếu tướng với thành tích xuất sắc trong quân đội Hoa Kỳ  và là một thành viên của , đồng thời là ứng cử viên trong cuộc bầu cử Tổng thống đáng tranh cãi vào năm 1876. Trên cương vị Tổng thống, ông đã đạt được thành tựu có tầm ảnh hưởng to lớn đối với người dân Hoa Kỳ. Ông nỗ lực gia tăng uy quyền của Tổng thống và thay đổi lối thuê người làm cho Chính phủ.
Ông James A. Garfield chính thức lên nắm quyền với lễ nhậm chức vào ngày 4 tháng 3 năm 1881. Trong bài phát biểu nhậm chức, ông tiếp tục nhấn mạnh các quyền của người Mỹ gốc Phi, với câu nói nổi tiếng:
“Tự do không bao giờ có thể viên mãn hoàn toàn khi luật pháp hay chính quyền vẫn đặt trở ngại nhỏ nhất trên con đường của mỗi người dân”. Trong bài phát biểu này, ông cũng nhấn mạnh nhu cầu đảm bảo giáo dục cho mọi người dân, đảm bảo chính sách tiền tệ vững mạnh và phản đối chế độ đa thê của giáo phái Mormon.
Quá trình thành lập nội các của ông sau đó diễn ra đầy khó khăn do chia rẽ trong nội bộ đảng Cộng hòa vốn đã bị đẩy lên cao trào ở cuộc bầu chọn người đại diện ra tranh cử tổng thống. Nhiều đề cử của ông đã bị chính những đồng nghiệp trong đảng gây trở ngại nên phải mất gần 4 tháng sau đó, chính phủ của ông mới ổn định, tạo điều kiện để ông bắt tay vào thực hiện các cải cách dịch vụ dân sự và các sáng kiến khác.

### Nhân quyền và giáo dục

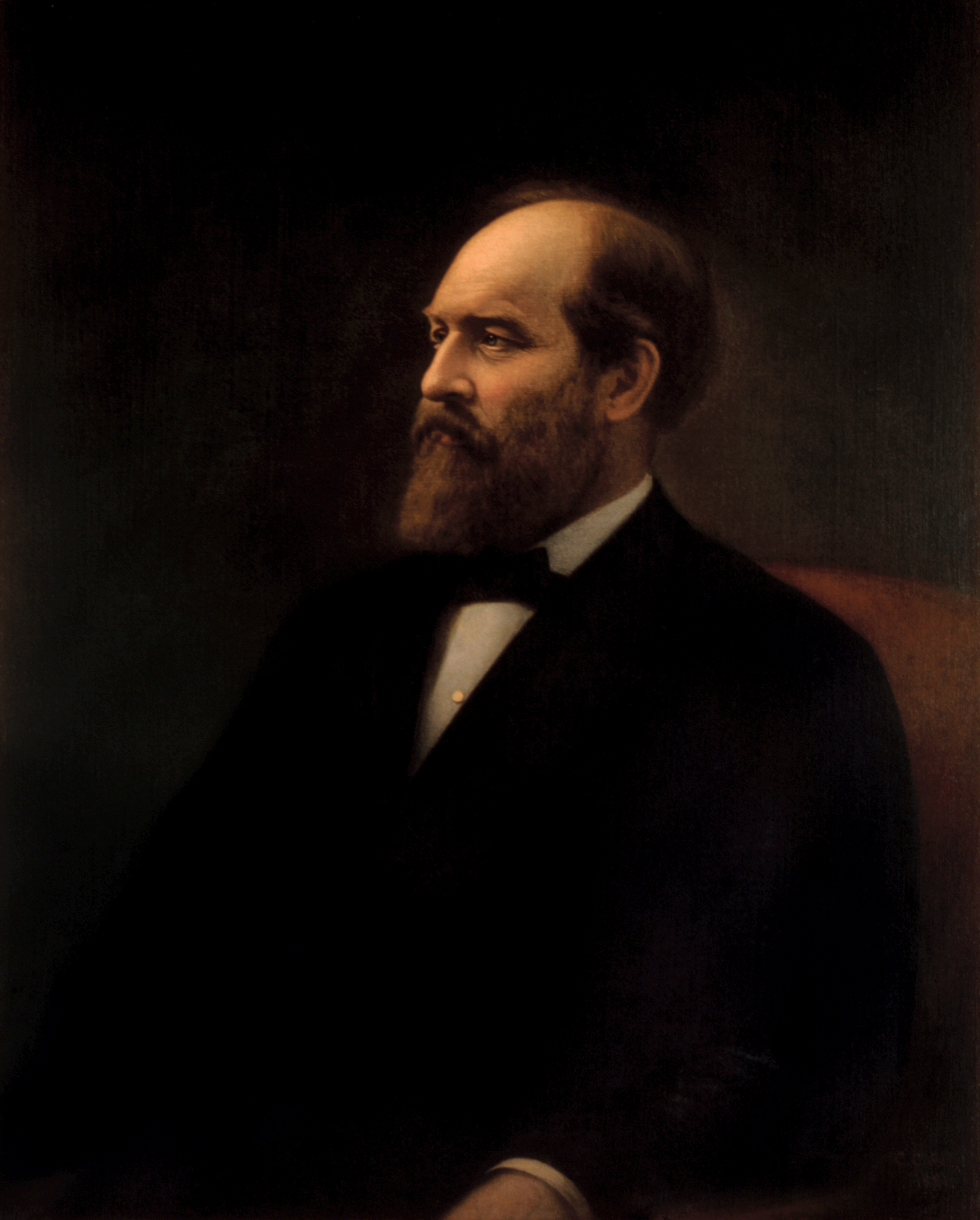
Chân dung chính thức của Nhà Trắng của James Garfield, 1881

Garfield tin rằng chìa khóa để cải thiện tình trạng dân quyền của người Mỹ gốc Phi là giáo dục được chính phủ hỗ trợ. Trong thời kỳ Tái thiết, freedmen đã có được quyền công dân và quyền bầu cử, điều này cho phép họ tham gia vào chính phủ, nhưng Garfield tin rằng quyền của họ đang bị xói mòn bởi sự phản kháng và nạn mù chữ của người da trắng miền Nam, và ông lo ngại rằng người da đen sẽ trở thành "nông dân] vĩnh viễn của Mỹ. Ông đề xuất một hệ thống giáo dục "phổ quát" do chính phủ liên bang tài trợ. Vào tháng 2 năm 1866, Garfield và Ủy viên Trường Ohio Emerson Edward White đã soạn thảo một dự luật cho Bộ Giáo dục Quốc gia. Họ tin rằng thông qua việc sử dụng số liệu thống kê, họ có thể thúc đẩy Quốc hội Hoa Kỳ thành lập một cơ quan liên bang về cải cách trường học. Nhưng Quốc hội và công chúng da trắng miền bắc đã không còn quan tâm đến quyền của người Mỹ gốc Phi, và Quốc hội đã không thông qua nguồn tài trợ liên bang cho giáo dục phổ thông trong nhiệm kỳ của Garfield. Garfield cũng đã nỗ lực bổ nhiệm một số người Mỹ gốc Phi nắm giữ các vị trí nổi bật: Frederick Douglass, người ghi chép các chứng thư ở Washington; Robert Elliot, đặc vụ của Kho bạc; John M. Langston, Haitimột bộ trưởng; và Blanche K. Bruce, đăng ký với Kho bạc. Garfield tin rằng sự ủng hộ của miền Nam dành cho Đảng Cộng hòa có thể đạt được nhờ lợi ích "thương mại và công nghiệp" thay vì vấn đề chủng tộc và bắt đầu đảo ngược chính sách hòa giải các đảng viên Dân chủ miền Nam của Hayes. Ông bổ nhiệm William H. Hunt, một carpetbagger Đảng Cộng hòa từ Louisiana, làm Bộ trưởng Hải quân. Để phá vỡ sự nắm giữ của Đảng Dân chủ đang trỗi dậy ở Miền Nam vững chắc, Garfield nhận lời khuyên bảo trợ từ Thượng nghị sĩ Virginia William Mahone của đảng độc lập hai chủng tộc Đảng Tái điều chỉnh, với hy vọng bổ sung sức mạnh của những người độc lập cho đảng Cộng hòa ở đó.
Garfield là tổng thống thứ nhì bị ám sát; trước đó có Abraham Lincoln (1809 - 1865). Tổng thống Garfield, là một thành viên đảng Cộng Hòa, tại nhiệm được 4 tháng cho tới khi ông bị bắn và bị thương vào ngày 2 tháng 7 năm 1881. Vết thương trở nên trầm trọng và ông qua đời ngày 19 tháng 9 khi đang đương chức, hưởng dương 49 tuổi, tổng cộng tại nhiệm được 6 tháng và 15 ngày. Ông là tổng thống có nhiệm kỳ ngắn ngủi thứ hai (sau William Henry Harrison) trong lịch sử Hoa Kỳ. Dẫu là một nhân vật quan trọng trong lịch sử chính trị nước Mỹ,thậm chí có thể là một trong những vị Tổng thóng vĩ đại nhất nước Mỹ. Nhưng trớ trêu thay, giờ đây ông lại là một trong những vị Tổng thống bị quên lãng nhất trong lịch sử Hoa Kỳ do nhiệm kỳ ngắn ngủi của mình.
Là một trong những vị Tổng thống có xuất thân nghèo nhất trong lịch sử nước Mỹ, cuộc đời ông được đánh giá là một điển hình cho ý chí vượt khó mà đạt lên đến đỉnh cao.

## Vụ ám sát

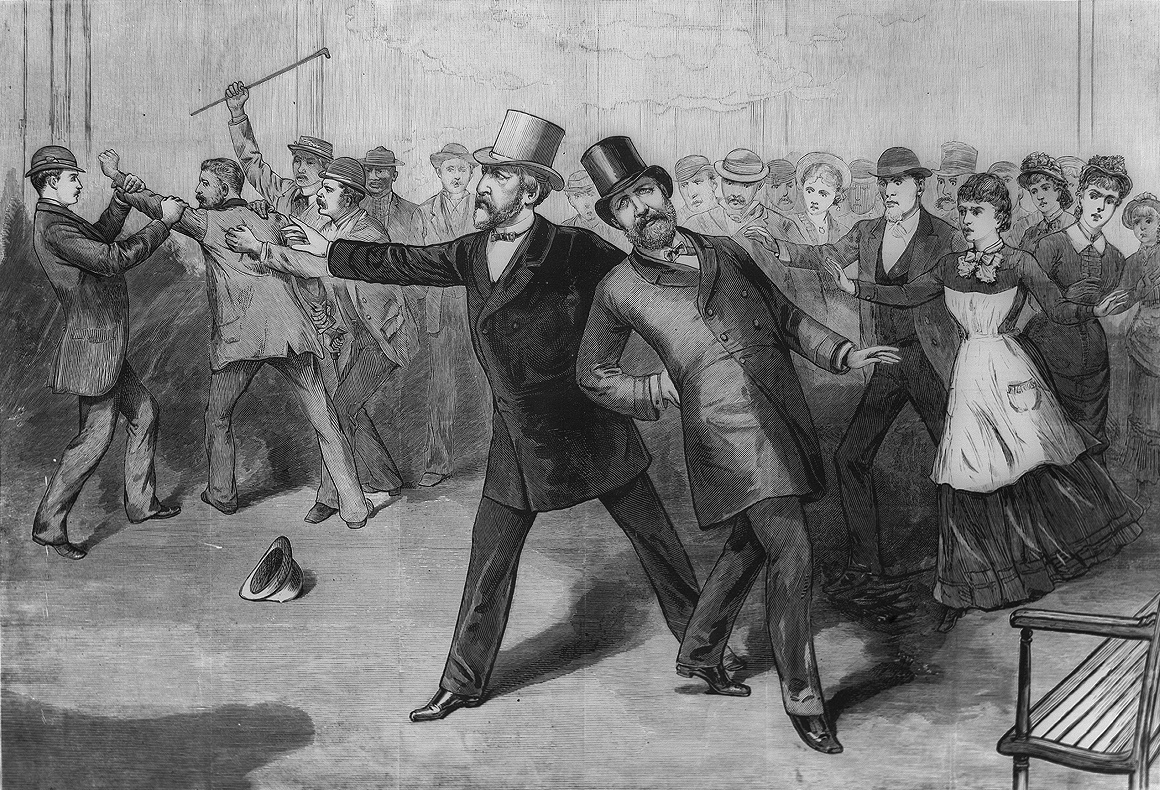
Tổng thống Garfield với James G. Blaine sau khi bị Charles J. Guiteau bắn

Vào buổi sáng ngày 2 tháng 7 năm 1881, Tổng thống Garfield trên đường đến họp lớp thời đại học của ông tại trường Williams College, trong buổi họp mặt sẽ có một bài phát biểu của ông. Ông đi cùng với: James G. Blaine, Robert Todd Lincoln (con của Tổng thống Abraham Lincoln lúc đó đang làm Bộ trưởng Chiến tranh) và hai con trai của ông là James và Harry.
Tổng thống đang đi đến ga xe lửa số 6 của tuyến đường sắt Baltimore - Potomac ở Washington,D.C vào lúc 9:30 sáng, ông đã bị bắn hai lần từ phía sau, một lần trên cánh tay và một lần ở phía sau, bởi tên luật sư tâm thần Charles J. Guiteau. Tổng thống bị bắn bởi một khẩu súng lục cỡ nòng 0,44 Bulldog Webley.